# Dolichiulus genezarethanus
Dolichiulus genezarethanus är en mångfotingart som beskrevs av Karl Wilhelm Verhoeff 1923. Dolichiulus genezarethanus ingår i släktet Dolichiulus och familjen kejsardubbelfotingar. Inga underarter finns listade i Catalogue of Life.